# ICE S
Der ICE S („S“ für Schnellfahrten oder Schnellfahrt, seit ca. 2006 auch ICE R, „R“ für Referenzfahrzeug) ist ein Versuchszug der Deutschen Bahn. Er gehört zur Baureihe 410.1 und ist der Nachfolger des InterCityExperimental (ICE V).

## Konfiguration

### Aktuell

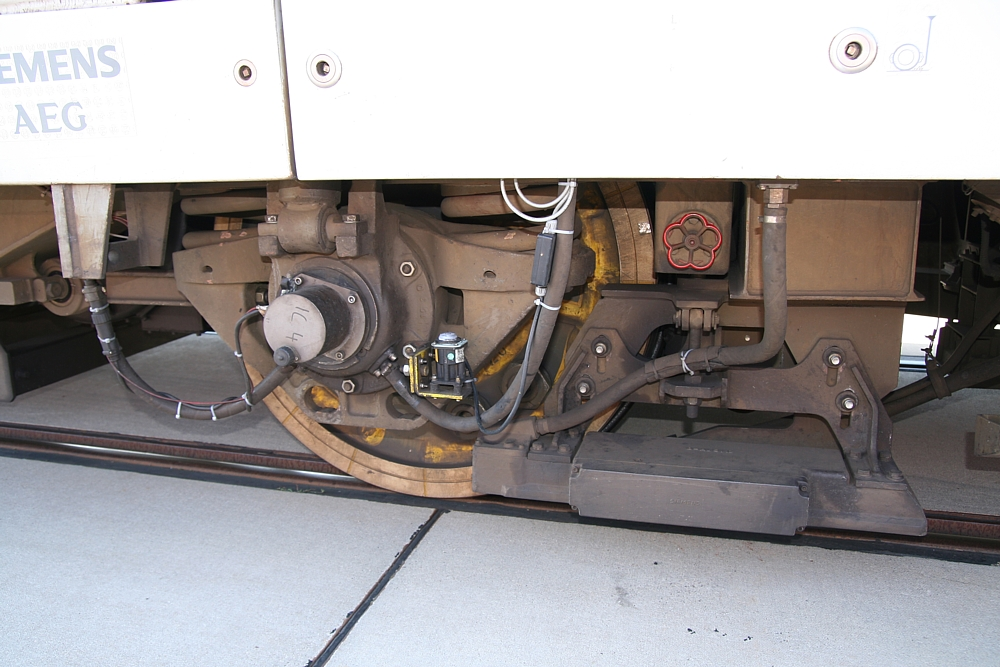
Vorderer Messradsatz im vorderen Drehgestell des Triebkopfes 410 101

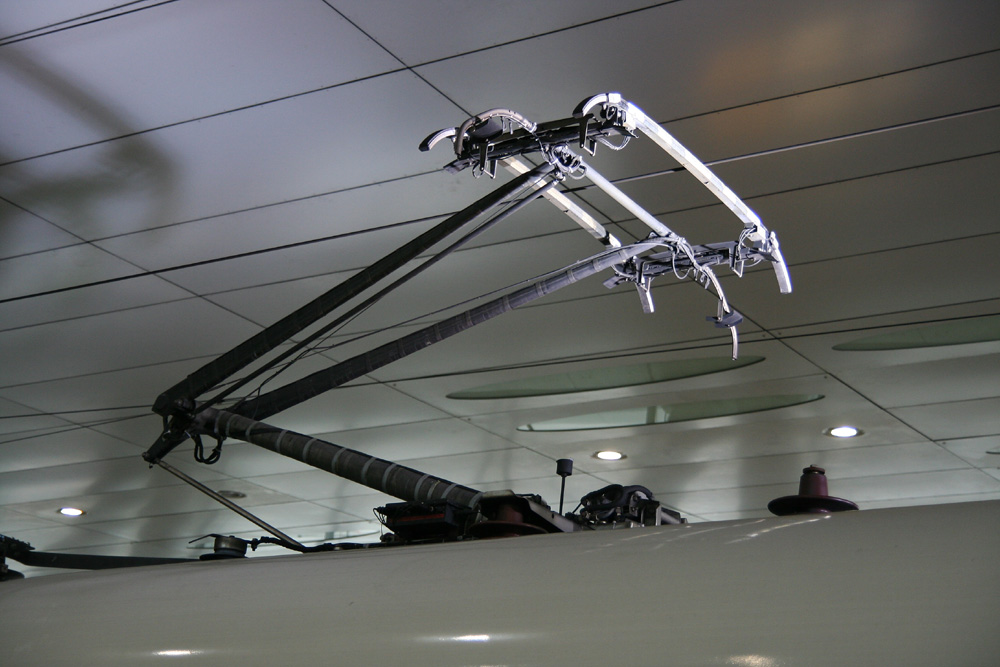
Der beleuchtete Messstromabnehmer

Der etwa 94 Meter lange und etwa 270 Tonnen schwere Zug besteht aus zwei modifizierten ICE-2-Triebköpfen (410 101 und 410 102) und zwei Mittelwagen (810 101 und 810 102). In Wagen 810 101 befinden sich überwiegend Messgeräte und -einrichtungen. Die maximale Traktionsleistung beträgt 9.600 kW und entspricht damit den Werten regulärer ICE-2-Triebköpfe. Im Regelbetrieb, beispielsweise bei Überführungsfahrten, liegt die Höchstgeschwindigkeit bei 280 km/h. Sofern höhere Geschwindigkeiten im Versuchsbetrieb gefahren werden, ist nach den Versuchsfahrten eine Nachschau des Laufwerkes erforderlich. Die Triebköpfe wurden mit einer modifizierten Getriebeübersetzung ausgerüstet, wodurch eine theoretische Höchstgeschwindigkeit von 440 km/h erreicht werden kann.
Der Mess- und Erprobungszug weist zahlreiche Modifikationen gegenüber den regulären ICE-Zügen auf. Aufgrund der geringen Zuglänge dürfen nicht beide Stromabnehmer gehoben sein, da der hintere Stromabnehmer keinen sicheren Kontakt zu der in Schwingung versetzten Oberleitung hätte. Daher verbindet eine auf dem Dach laufende Hochspannungs-Leitung die beiden Triebköpfe. Die Mittelwagen sind mit Drehgestellen des ICE 3 ausgestattet, das vordere Drehgestell eines der Triebköpfe mit einem modifizierten Mess-Drehgestell, das auch der Fahrwegmessung dient. Zu Wheatstone'schen Vollbrücken verschaltete Dehnungsmessstreifen erfassen dabei die im Gleisbereich auftretenden Kräfte und leiten die Daten von 96 Messkanälen über Lichtwellenleiter vom Triebkopf in den Mittelwagen, in dem ein Messcomputer die Werte verarbeitet und aufzeichnet. Da die Messzugflotte der DB Systemtechnik bis 2010 von 20 auf 10 Fahrzeuge reduziert wurde, erhielt der ICE S bereits im Jahr 2008 zusätzliche Messeinrichtungen, um weitere Messungen gleichzeitig durchführen zu können.
Neben zahlreichen Sensoren sind auf dem Dach auch Kameras und je zwei Strahler zur Beobachtung der beiden Mess-Stromabnehmer und der Oberleitung montiert. Auch ein stromloses Anheben des Bügels bis unmittelbar unter die Oberleitung für aerodynamische Messungen ist möglich. Bis zur Ausrüstung mit einem neuen ETCS-Fahrzeuggerät lief das Tachoblatt im Führerstand in 50er Schritten bis 450 km/h. Seit der Ausrüstung mit ETCS ist die Anzeige digital.

### Vorherige Konfiguration
Ursprünglich wurden mit dem ICE S Komponenten für den ICE 3 erprobt, beispielsweise die Wirbelstrombremse, ein Mehrsystem-Stromabnehmer, eine Klimaanlage mit Luft als Kältemittel sowie insbesondere der verteilte Antrieb. Der Zug war dabei fünfteilig aufgebaut: Zwischen den beiden Triebköpfen wurden ein angetriebener Mittelwagen 1, ein nicht angetriebener Mittelwagen (Messwagen 1) und ein weiterer angetriebener Mittelwagen (Mittelwagen 2) eingestellt, der Zug wurde somit aus zwei Triebköpfen und drei Mittelwagen gebildet:
- Triebkopf 410 101-0
- angetriebener Mittelwagen 410 201-8 („Mittelwagen 1“). Dieser Wagen war als „VIP-Wagen“ für mitreisende Gäste mit 41 1.-Klasse-Sitzplätzen, einer Bar sowie zwei Toiletten ausgestattet.
- nicht angetriebener Messwagen 410 801-5. Dieser Wagen enthielt den Großteil der Messtechnik sowie PC-Arbeitsplätze und ein Abteil für Besprechungen.
- angetriebener Mittelwagen 410 202-6 („Mittelwagen 2“). Dieser Wagen enthielt ein separates Messabteil sowie provisorische Arbeitsplätze und diente darüber hinaus als Lager.
- Triebkopf 410 102-8

Die Triebköpfe befinden sich im Eigentum der Deutschen Bahn, die drei ursprünglichen Mittelwagen sind im Eigentum von Siemens und Adtranz.
An den beiden angetriebenen Mittelwagen waren alle Achsen mit Fahrmotoren ausgestattet, wobei zwei unterschiedliche Antriebskonzepte erprobt wurden. Der auf dem Mittelwagen 1 erprobte achsreitende Antrieb mit Bogenzahnkupplung war die Vorzugsvariante für den ICE 3, die in Europa jedoch noch nicht erprobt war. Im Mittelwagen 2 wurde daher ein konventioneller, voll abgefederter, Hohlwellen-Antrieb getestet.
Der Messwagen, der im Unterflurbereich ähnlich dem ICE 3 gefertigt worden war, nahm die wesentlichen Teile der Wechselstromanlage für den Antrieb auf (Haupttransformator, Haupt-, Erdungs- und Trennschalter). Darüber hinaus verfügte der Wagen über einen eigenen Stromabnehmer (15 kV). Über einen Vierquadrantensteller und einen Gleichspannungs-Zwischenkreis (2.800 V) wurden die Pulswechselrichter in beiden Mittelwagen gespeist, die wiederum je vier Asynchron-Fahrmotoren mit je 500 kW Leistung versorgten. Die drei Wechselstrom-Pantografen waren über eine Hochspannungsleitung miteinander verbunden. Um den Antrieb unter den ursprünglich nicht angetriebenen Wagen unterzubringen, wurde der Boden im Bereich der Drehgestelle um einige Zentimeter angehoben.
In dieser Zusammenstellung verfügte er über eine maximale Antriebsleistung von 13.600 kW. Der grundlegende elektrische Aufbau entsprach dem eines ICE-3-Viertelzuges mit vier Wagen, zusammengefasst auf drei Wagen. Neben den Fahrstromabnehmern auf den beiden Triebköpfen verfügte der Mittelwagen 2 über einen 25-kV-Stromabnehmer (für das französische und belgische Netz) sowie einen 1,5/3-kV-Stromabnehmer (Gleichstrom, für Niederlande und Belgien). Diese beiden Mess-Stromabnehmer dienten lediglich aerodynamischen und Kontakt-Messungen und waren elektrisch nicht beschaltet.
Die Bremssysteme des Zuges waren in dieser Zusammenstellung für Bremsungen im Gefälle aus bis zu 330 km/h ausgelegt. Neben generatorischen und Scheibenbremsen (zwei bis drei Bremsscheiben je Welle), wie sie bereits in den vorherigen ICE-Baureihen eingesetzt wurden, wurde der Messwagen mit einer linearen Wirbelstrombremse ausgerüstet, wie sie auch für den ICE 3 vorgesehen war. Beide Laufdrehgestelle des Messwagens wurden dazu mit je zwei Bremsmagneten ausgerüstet, die bei Bremsungen bis auf 5 mm auf die Schienenoberkante abgesenkt wurden. Die Stromversorgung der Wirbelstrombremse erfolgte über den Stromrichter am Mittelwagen 1. Neben der Prüfung der Funktionsfähigkeit des neuen Bremssystems am Zug wurden auch die Auswirkungen auf die Sicherungstechnik sowie das laufdynamische Verhalten der Bremse untersucht.
Erstmals im Bahnbereich kamen im ICE S (im Mittelwagen 1 und Messwagen) Klimaanlagen zum Einsatz, die Luft als Prozessgas verwendeten. Zu den weiteren in die ICE-3-Serienzüge übernommenen Neuerungen gehören auch ein Leitsystem auf Basis des Train Communication Networks. Beim ICE S kamen darüber hinaus erstmals in Europa Messradsätze mit einer Echtzeit-Bewertung von Daten zum Einsatz.
Im Jahr 1997 war der ICE S zunächst nur in Ausnahmefällen mit Geschwindigkeiten über 300 km/h unterwegs. Die für Zulassung für 330 km/h erforderlichen Geschwindigkeiten von rund 360 km/h konnten erst mit Fertigstellung der Schnellfahrstrecke Hannover–Berlin erreicht werden. Bei einem Test von Drehgestellen im Jahr 2001 erreichte der Zug mit 393 km/h auf der Strecke seine bislang höchste Geschwindigkeit (Stand: 2022).
Mit Inbetriebnahme der ICE 3 wurden die beiden angetriebenen Mittelwagen, nach zweijähriger Nutzungszeit, im Sommer 1999 abgestellt. Aus einem der ausgemusterten Wagen wurde 2007 ein 8 m langes Element einer Außenwand in einen ICE-2-Wagen eingebaut, dessen Außenhülle durch einen Frostschaden beschädigt worden war.
Der Wagen 410 202-6 wurde von 1997 bis 1999 im Versuchsbetrieb eingesetzt und anschließend auf dem Gelände des Forschungs- und Technologiezentrums Minden abgestellt. Er wurde im März 2017 für 10.000 Euro zum Verkauf angeboten. Nachdem sich kein Käufer gefunden hatte, wurde er zerlegt.
Bis 2006 kam für längere Zeit ein umgebauter Erste-Klasse-Wagen (801 422-7) aus einem regulären ICE-1-Zug zum Einsatz, welcher 2006 im Rahmen des Redesign-Programms der ICE 1 in 802 702 umgebaut wurde und daher für den ICE-S nicht länger zur Verfügung steht.

### Sonderkonfigurationen

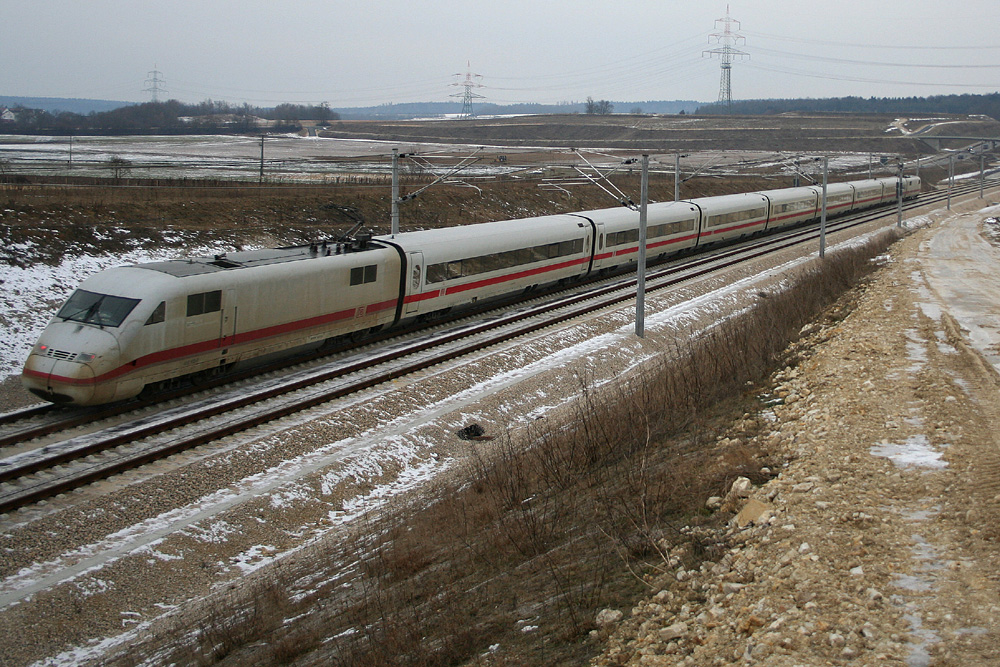
ICE-S mit sieben Mittelwagen auf der NBS Ingolstadt–Nürnberg

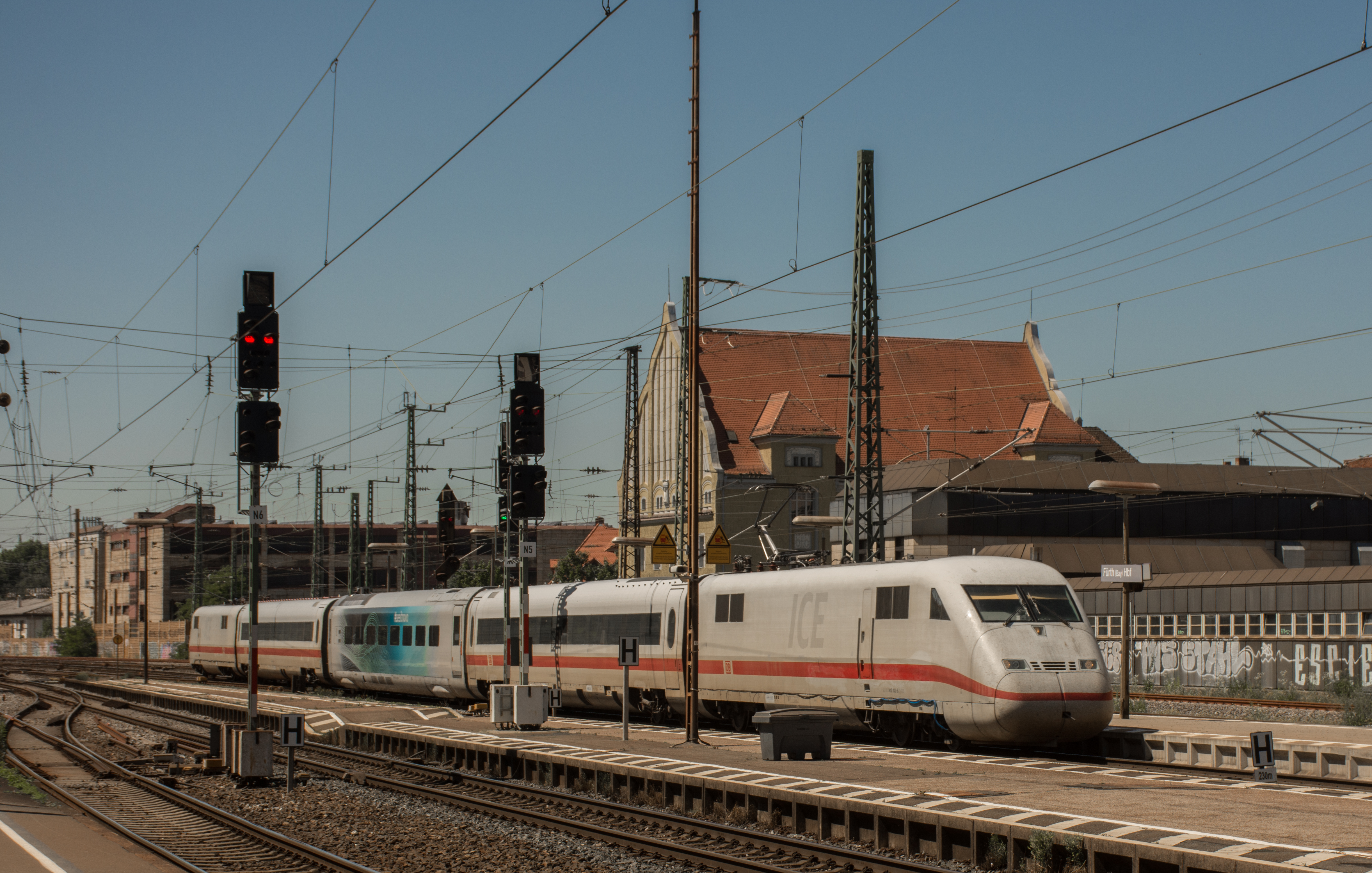
Velaro-Novo-Wagen eingereiht in den ICE S (2019)

Der ICE S fuhr mehrmals für verschiedene Test- und Abnahmefahrten in einer verlängerten Konfiguration. Dazu wurden zeitweilig mehrere Mittelwagen aus regulären ICE-1- oder ICE-2-Fahrzeugen in den ICE S eingesetzt. Auch wurden/werden Prototyp-Wagen von neu entwickelten Zügen, die oftmals von der Siemens AG stammten/stammen, im ICE S zum Test eingereiht.
- Im Januar 2006 fuhr der ICE S zur Abnahme der Schnellfahrstrecke Nürnberg–Ingolstadt mit 7 Mittelwagen.
- Im April 2006 fuhr der ICE S zur Abnahme der Schnellfahrstrecke Köln–Aachen mit einem seiner Mittelwagen und zusätzlich 6 ICE-1-Mittelwagen.
- Im Juli 2011 fuhr der ICE S zur Abnahme der Schnellfahrstrecke Augsburg–München mit einem seiner Mittelwagen und zusätzlich 6 ICE-1-Mittelwagen.
- Im August 2012 unternahm der ICE S Testfahrten auf der Schnellfahrstrecke Wien–St. Pölten. Dies wurde ebenfalls in einer 1+6-Konfiguration gemacht.
- Im April 2015 wurden mit dem ICE S Abnahmefahrten auf der Schnellfahrstrecke Erfurt–Halle/Leipzig unternommen. Zusätzlich zu den beiden Stammwagen wurden fünf ICE-1-Mittelwagen eingereiht.
- Zwei Monate später, im Juni 2015, wurde eine weitere (andere) ICE-S-Konfiguration aus beiden Stammwagen und fünf ICE-1-Mittelwagen in Minden getestet.
- Im November 2015 fuhr der ICE S mit 3 zusätzlichen ICE-1-Mittelwagen durch den Gotthard-Basistunnel im Rahmen mehrerer Messfahrten.
- Seit April 2018 wird mit dem ICE S ein Prototyp-Wagen des „Velaro Novo“, eines neuen Hochgeschwindigkeitszuges getestet. In dem seriennahen Wagenkasten werden verschiedene Komponenten getestet und Messungen vorgenommen.[18]

## Aufgaben

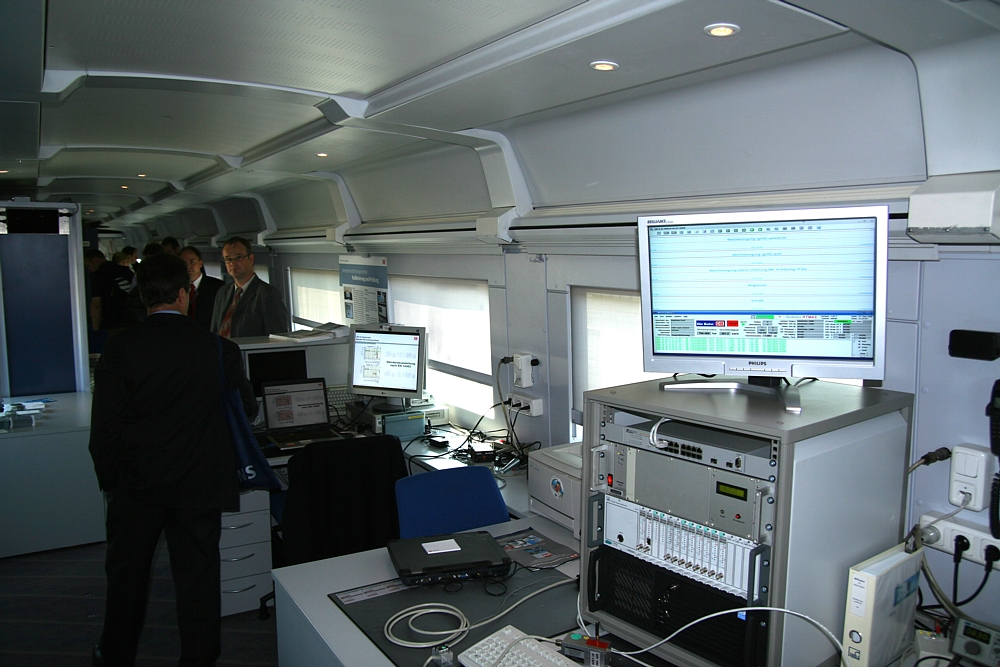
Blick in den mit Messtechnik ausgerüsteten Mittelwagen 810 101

Der Zug wird für Abnahme- und (zwei- bis dreimal jährlich stattfindende) Inspektionsfahrten auf Schnellfahrstrecken eingesetzt. Dabei werden neben der Gleislage und den auftretenden Rad-Schiene-Kräften unter anderem auch Stromabnehmer und Oberleitungslage überprüft (beispielsweise im Rahmen der Oberleitungsfunktionsprüfung F6 auf allen Strecken mit einer Höchstgeschwindigkeit größer als 160 km/h). Im Mittelwagen sind dazu unter anderem Arbeitsplätze für einen Mess- bzw. Versuchsleiter und seine Mitarbeiter, für die Fahrwegprüfung und für das Zusammenwirken von Oberleitung und Stromabnehmer eingerichtet. Es ist geplant, dass er auch die Funkqualität des GSM-R-Netzes überprüfen soll.
Eine wesentliche Aufgabe des Zuges liegt auch weiterhin in der Erprobung und Zulassung neuer Technologien für den Hochgeschwindigkeitsverkehr.

## Geschichte
Der von der Arbeitsgemeinschaft ICE 2 (Siemens/Adtranz) entwickelte ICE S wurde ab 6. Juni 1997 im Bestand geführt. Im Sommer 1997 begann die Erprobung des ICE S im Prüfcenter Wegberg-Wildenrath, wo der Zug im November gleichen Jahres auch offiziell der Öffentlichkeit vorgestellt wurde. Auf den Neubaustrecken-Abschnitten Hannover–Göttingen und Hannover–Berlin erfolgten erste Testfahrten.
Ein wesentliches Entwicklungsziel war die Erprobung des verteilten Antriebs der kommenden, dritten ICE-Generation. Dazu wurde ein Mittelwagen mit Fahrmotoren ausgerüstet – in zukünftigen Zügen sollten die Motoren, Transformatoren, Bremsen und weitere Komponenten vollständig auf die Wagen des Zuges verteilt werden. Durch den Verzicht auf (schwere) Triebköpfe sollte die Achslast interoperabler Fahrzeuge auf 17 t begrenzt werden.
Im Hinblick auf den mehrsystemfähigen ICE 3M war der Zug mit fünf Stromabnehmern ausgerüstet worden: Je ein konventioneller Stromabnehmer auf den beiden Triebköpfen, ein neuer Hochgeschwindigkeits-Stromabnehmer, ein 25-kV-Stromabnehmer mit schmaler Schleifleiste für Belgien und Frankreich sowie ein Gleichstrom-Stromabnehmer (1,5/3 kV) für die Niederlande und Belgien. Eine weitere Neuerung bildet die luftgestützte Klimaanlage im Mittelwagen 1 und dem Messwagen, wie sie später im ICE 3 verwendet wurde. Im ICE-Bereich neu war die Vernetzung der einzelnen Fahrzeuge mit dem Multifunction Vehicle Bus (MVB).
Die Drehgestelle wurden aus denen des ICE 2 abgeleitet. Die Triebdrehgestelle konnten einzeln zu- und abgeschaltet werden. Im Messwagen ist ein Abteil für Besprechungen sowie ein Lagerraum eingerichtet.
Ab Anfang April 1998 war der Zug über mehrere Wochen am Forschungs- und Technologiezentrum Minden abgestellt worden, nachdem bei einer Testfahrt ein Blechteil hochgeschleudert wurde und die Bodenwanne beschädigt hatte. Geplante Testfahrten auf der Schnellfahrstrecke Hannover–Berlin mussten infolgedessen verschoben werden.
Mit Inbetriebnahme der ICE 3 wurde der ICE S vorübergehend abgestellt. Dabei wurden die Mittelwagen zu den Herstellern zurückgeschickt, während die Triebköpfe auf dem Gelände des Forschungs- und Technologiezentrums München verblieben. Der Zug wurde später umgerüstet und wieder in Betrieb gesetzt.
Im Jahre 2011 wurde ein ETCS-Bordgerät (ETCS Level 2, SRS 2.3.0d) eingebaut. Der ICE S diente ab April 2015 an der Neubaustrecke Erfurt–Leipzig/Halle erstmals auch zur Erprobung von ETCS. Nachdem der Zug auch 2020 nach Baseline 2 ausgerüstet ist, ist auf Schweizer Level-1-LS-Strecken ein Vorspann mit Baseline-3-Fahrzeugen erforderlich.

### Rekordfahrten
Die größte Geschwindigkeit, die der ICE S in den ersten Betriebsjahren erreichte, waren 393 km/h auf der Schnellfahrstrecke Hannover–Berlin zwischen Oebisfelde und Berlin im Jahr 2001. Er erreichte diese Geschwindigkeit bei Fahrgestelltests der DB und Japan Railways am 13. August 2001. Der Zug erreichte dabei bereits nach sechs Kilometern 300 km/h.
Vom 16. bis 29. August 2004 war der ICE S in Österreich im Einsatz, um die Befahrbarkeit der Westbahn für Geschwindigkeiten über 200 km/h zu untersuchen. Dabei wurden auch Vorbeifahrten an und Begegnungen mit Güterzügen im Tunnel und auf freier Strecke untersucht. Am 18. August 2004 stellte der ICE S dabei auf dem Streckenabschnitt zwischen Ybbs und Prinzersdorf bei Pöchlarn mit 303 km/h einen neuen Geschwindigkeitsrekord für Schienenfahrzeuge in Österreich auf. Am 20. August 2004 wurden im selben Abschnitt 306,2 km/h erreicht. Anschließend wurden sechs zusätzliche Mittelwagen eingereiht und weitere Aerodynamik-Messungen mit dem 200-Meter-Zug durchgeführt. Insgesamt wurden mehr als 90 Messfahrten mit einer Geschwindigkeit von wenigstens 200 km/h durchgeführt.
Am 16. Dezember 2006 erreichte der Zug bei Zulassungsfahrten im Lötschberg-Basistunnel eine Geschwindigkeit von 280 km/h. Er überbot damit die Schweizer Rekordmarke von 1996: Vier zusammengekuppelte Lokomotiven hatten dabei im Grauholztunnel 241 km/h erreicht. Der Rekord wurde am 8. November 2007 bei ETCS-Abnahmefahrten durch einen verkürzten ICE 1 mit 288 km/h überboten. Bei Testfahrten im Gotthard-Basistunnel erreichte der ICE S am 8. November 2015 erstmals die zur Zulassung notwendige Geschwindigkeit von 275 km/h. Der Zug wurde bei Versuchsfahrten im Gotthard-Basistunnel beschädigt.
Am 2. Mai 2020 erreichte der Zug bei Testfahrten im Ceneri-Basistunnel bis zu 279 km/h.
Vom 14. bis 18. August 2012 erreichte der ICE S bei so genannten „Innovationsmessfahrten“ auf der neuen Westbahn (Österreich) zwischen Wien und St. Pölten eine Geschwindigkeit von 330 km/h. Mit 336,4 km/h stellte er einen neuen Österreichischen Geschwindigkeitsrekord auf.
Anfang 2021 fuhr der Zug auf der Neubaustrecke Nürnberg–Ingolstadt 360 km/h. Eine Geschwindigkeit von 400 km/h wurde angestrebt.
Während einer Testfahrt am 28. Juni 2025 zwischen Erfurt und Leipzig erreichte der ICE S eine neue Höchstgeschwindigkeit von 405,0 km/h. Er blieb damit 1,9 km/h unter dem im Rahmen der ICE-Weltrekordfahrt am 1. Mai 1988 aufgestellten Rekord für Schienenfahrzeuge in Deutschland.

## Äußere Erkennungsmerkmale
Da der ICE S in der Regel nur mit einem Mittelwagen verkehrt, hat er eine Länge von nur 76 Metern, wodurch sich der Zug sehr deutlich von den ICE-Zügen des Regelbetriebs unterscheidet. Gelegentlich verkehrt er jedoch auch mit bis zu sieben Mittelwagen, die aus regulären ICE-1-Zügen entnommen wurden.
Der Zug trug bis Mitte Juni 2007 noch die „alte“ Produktlackierung mit lichtgrauem Wagenkasten, orientrotem Zier- und pastellviolettem Absetzstreifen, in dem die ICE-1- und ICE-2-Züge seit Inbetriebnahme lackiert waren. Zunächst hatten die Triebköpfe wie die ICE-Züge des Betriebsdienstes das neue Schema erhalten, das nur noch einen verkehrsroten Streifen vorsieht, während der Mittelwagen noch einige Zeit in alter Farbgebung unterwegs war, bis auch er umlackiert wurde.
Während die Triebköpfe ursprünglich in derselben Lackierung unterwegs waren wie die Serien-ICEs, hatten die drei Mittelwagen einen zusätzlichen gelben Streifen erhalten, der von einem Wellenmuster auf dem Messwagen überlagert wurde. Gelb ist die Bahn-Farbe für Bahndienstfahrzeuge. Der graue Standard-ICE-Schriftzug wurde mit einem weißen „S“ ergänzt.

## Bildergalerie

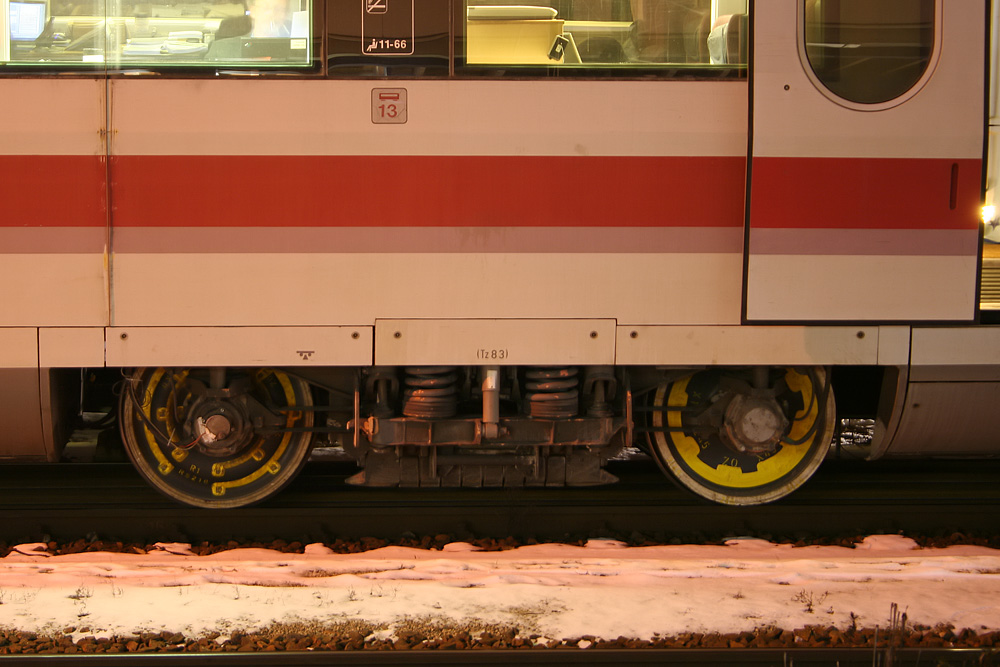
Messradsätze im Drehgestell des alten ICE-S-Mittelwagens 801 422
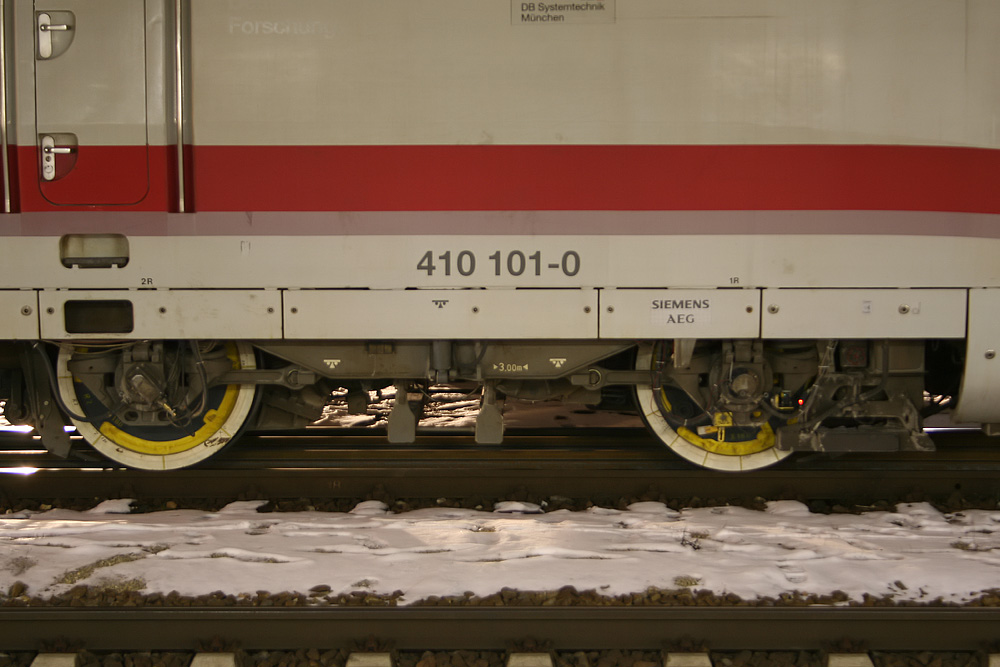
Messradsätze im vorderen Drehgestell des Triebkopfs 410 101
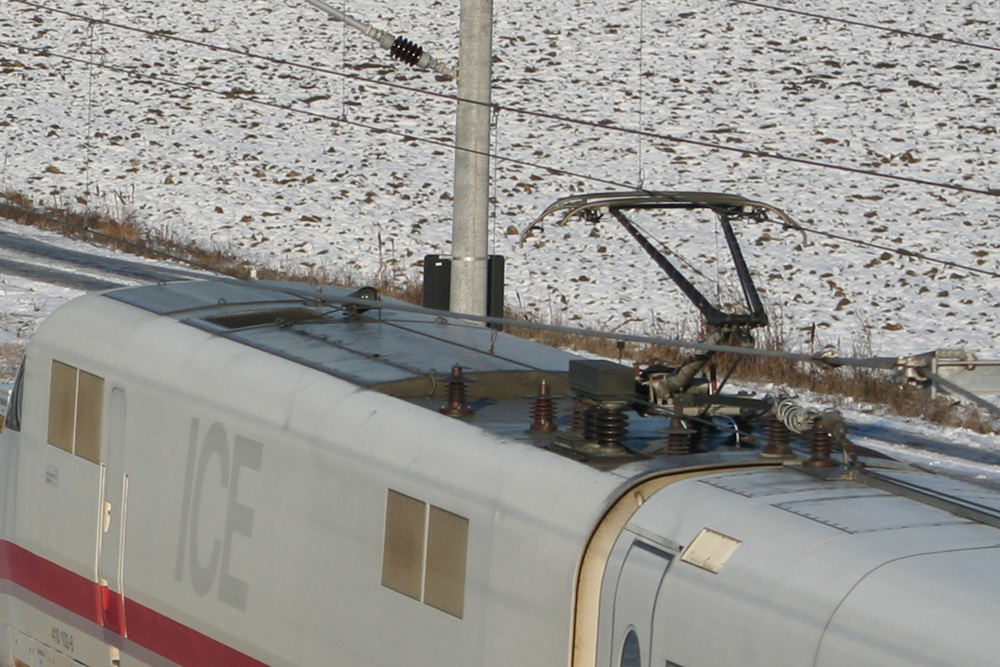
Messstromabnehmer auf dem Dach des Triebkopfes 410 102
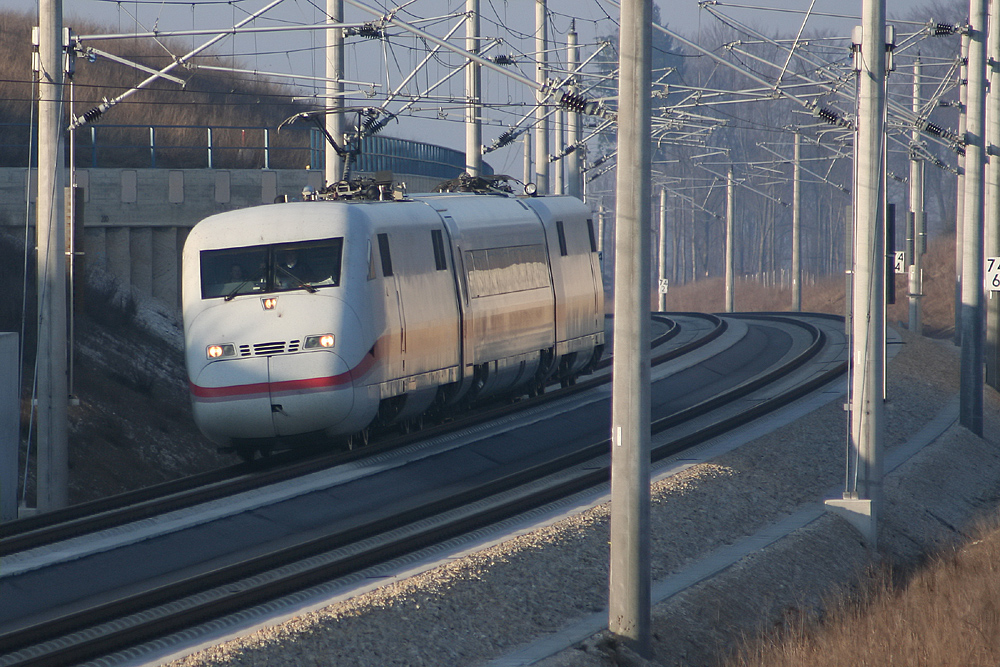
ICE S auf der SFS Nürnberg–Ingolstadt bei Stammham
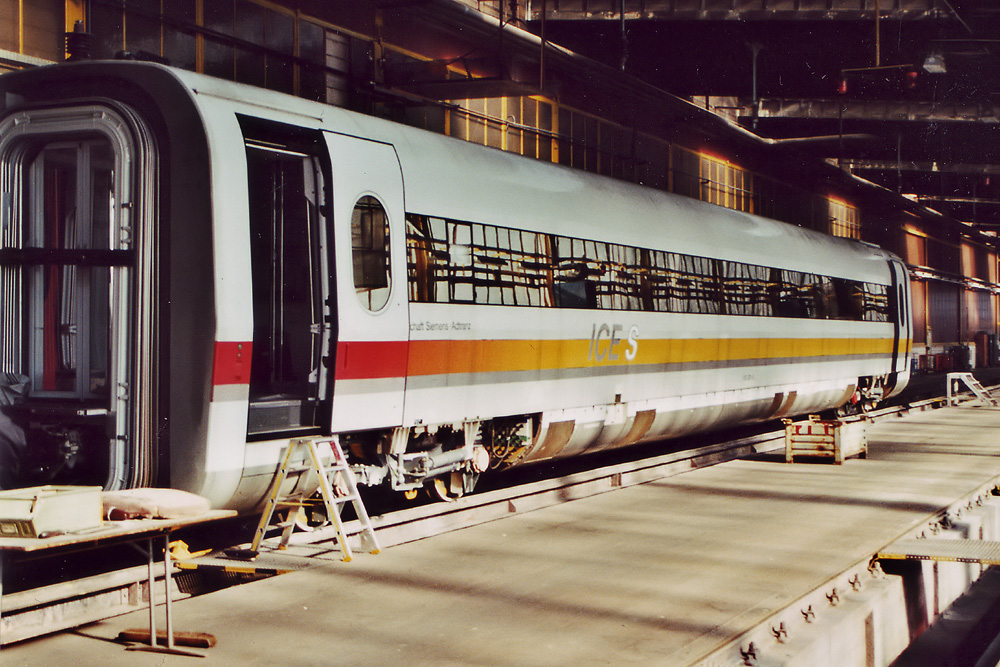
Ein Mittelwagen in ursprünglicher Farbgebung mit rot-gelbem Zierstreifen und dem Schriftzug ICE S
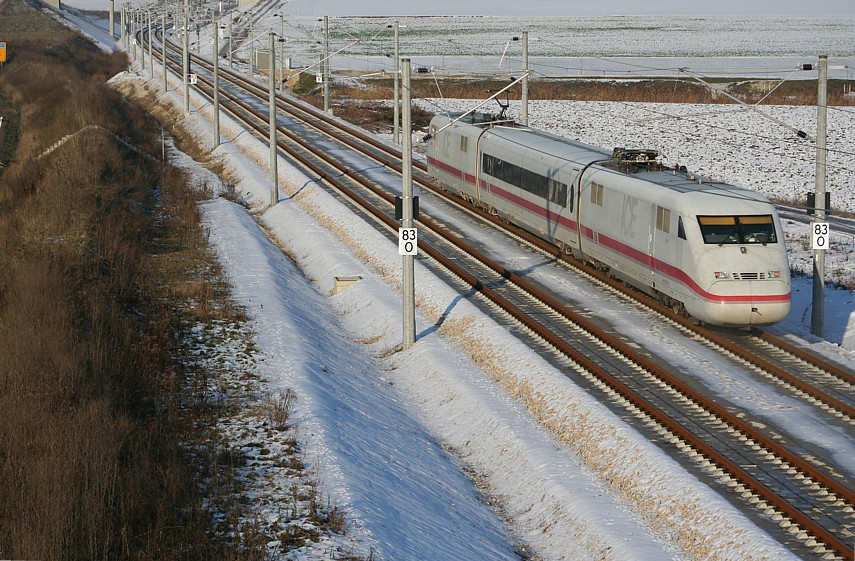
Der ICE S im Dezember 2005 auf einer Messfahrt auf der NBS Ingolstadt–Nürnberg
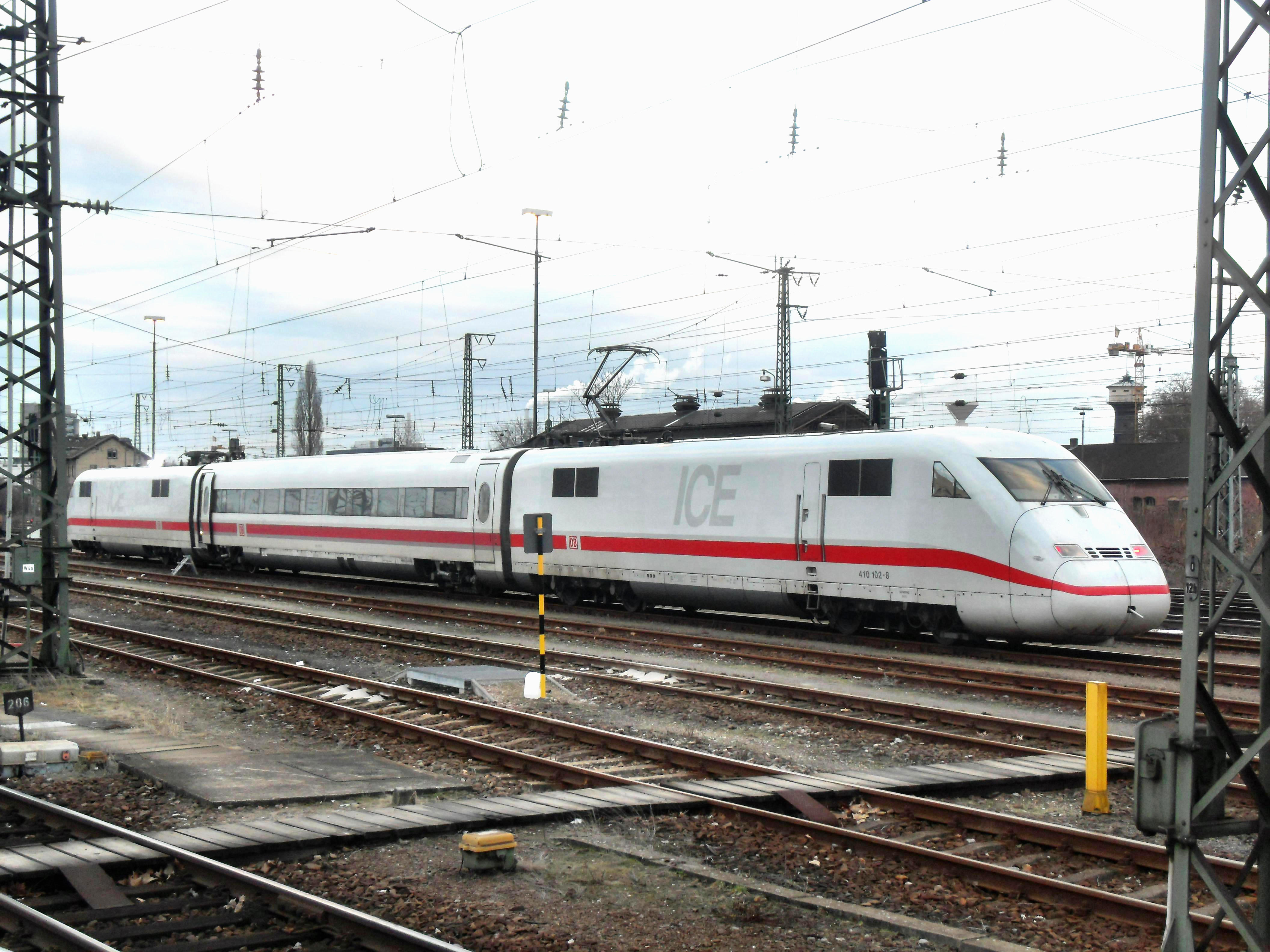
ICE S mit einem Mittelwagen im Mannheimer Hauptbahnhof nach einem Einsatz auf der SFS Mannheim–Stuttgart
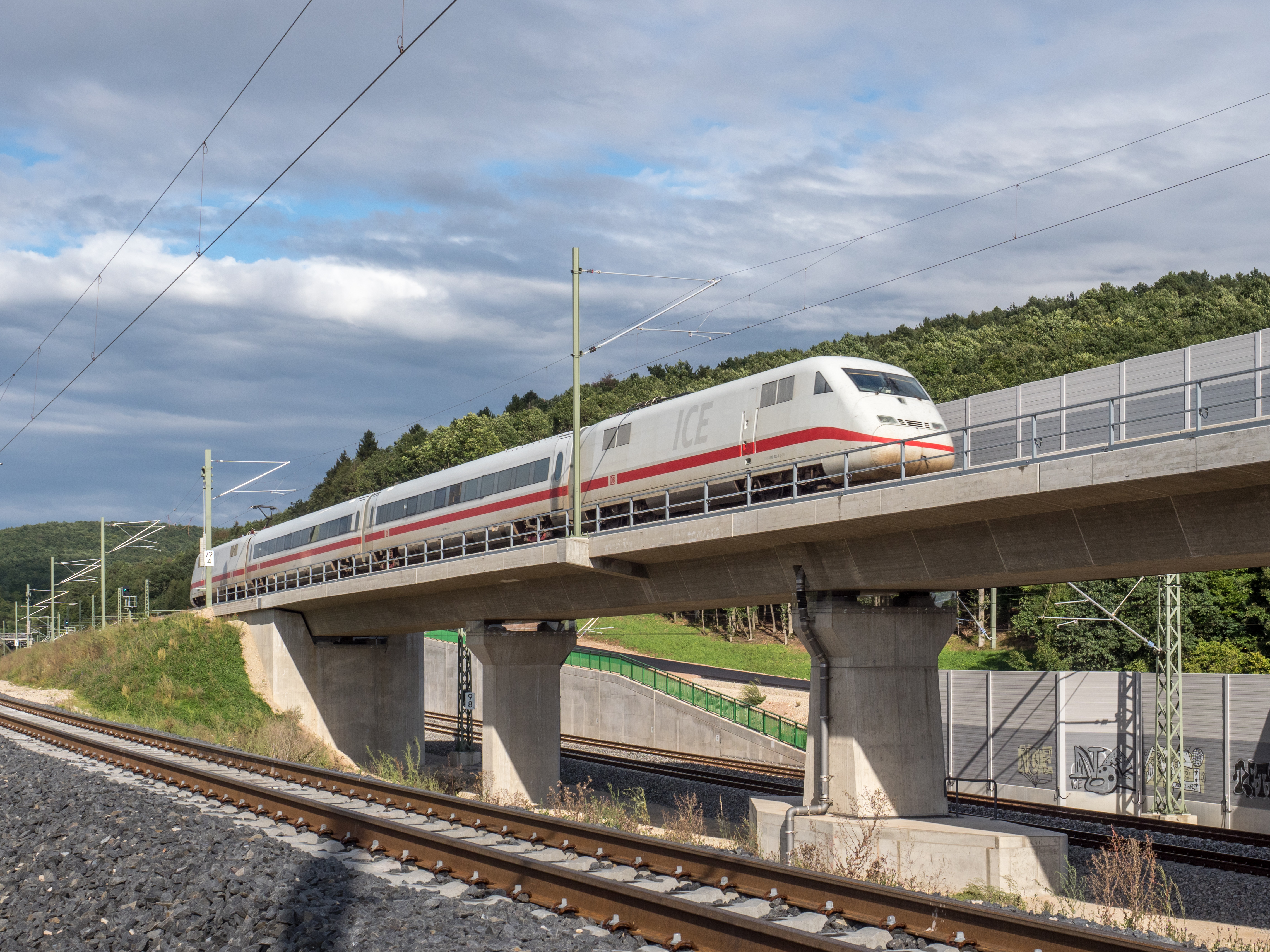
Am 11. September 2017 bei Erprobungsfahrten auf der Schnellfahrstrecke Nürnberg–Erfurt bei Unteroberndorf